# Hannelore Schulz
Hannelore Schulz (geb. Koltermann; * 18. Januar 1943 in Dölau) ist eine ehemalige FDGB-Funktionärin. Sie war Vorsitzende des Zentralvorstandes der Gewerkschaft Handel, Nahrung und Genuss im Freien Deutschen Gewerkschaftsbund (FDGB) in der DDR.

## Leben
Schulz, Tochter eines Tischlers, besuchte die Grundschule und erlernte den Beruf einer Fachverkäuferin, den sie später auch ausübte. 1957 trat sie der Freien Deutschen Jugend bei. 1961 wurde sie Lehrausbilderin bei der Handelsorganisation (HO) Halle (Saale). Zwischen 1961 und 1964 studierte sie am Institut zur Ausbildung von Ökonompädagogen in Aschersleben. 1964 wurde sie Mitglied der Sozialistischen Einheitspartei Deutschlands. Von 1964 bis 1970 wirkte sie als Ökonompädagogin in der HO Bezirksdirektion Halle (Saale). Von 1970 bis 1972 war sie stellvertretende Leiterin für Berufsausbildung bei der HO Industriewaren Halle. Von 1972 bis 1975 fungierte sie als Vorsitzende der Betriebsgewerkschaftsleitung in der HO Industriewaren Halle. 
Von 1975 bis 1980 war sie Vorsitzende des Bezirksvorstandes Halle der Gewerkschaft Handel, Nahrung und Genuss. Ab 1975 gehörte sie als Mitglied dem Zentralvorstand der Gewerkschaft Handel, Nahrung und Genuss an. Von 1980 bis 1983 studierte sie an der Gewerkschaftshochschule „Fritz Heckert“ in Bernau bei Berlin. Anschließend war sie 1983/84 Sekretär für Internationale Verbindungen des Zentralvorstandes der Gewerkschaft Handel, Nahrung und Genuss. Von August 1984 bis Januar 1990 war sie schließlich Vorsitzende des Zentralvorstandes der Gewerkschaft Handel, Nahrung und Genuss, der zweitgrößten Einzelgewerkschaft im FDGB. Von April 1987 bis 1989 war sie auch Mitglied des Präsidiums des FDGB-Bundesvorstandes.

## Auszeichnungen in der DDR
Im Juni 1985 wurde Schulz mit der Fritz-Heckert-Medaille in Silber und im Februar 1988 mit dem Ehrentitel Verdienter Mitarbeiter des Handels der Deutschen Demokratischen Republik ausgezeichnet.